# Machtlos
Machtlos - płyta wydana przez niemiecką piosenkarkę Andreę Berg 19 maja 2003 roku.
Album dotarł do 1. miejsca niemieckiej listy przebojów - Media Control Charts.

## Lista utworów
1. "Ein Tag mit dir im Paradies" – 03:51
2. "Bleib" – 02:31
3. "Bin nicht so stark" – 03:19
4. "Und ich nahm meine Träume" – 03:02
5. "Es war nur eine Nacht" – 03:54
6. "Machtlos" – 03:47
7. "Dieser Sommer mit dir" – 02:18
8. "Die Nacht ist so lang" – 02:59
9. "Sie ist noch da" – 03:29
10. "Mama" – 04:01
11. "Ich tanz den Blues allein" – 02:42
12. "Kleines Wunder" – 03:22
13. "Ein Schiff wird kommen" – 03:51